# Kermit (Virginia Occidental)
Kermit es un pueblo ubicado en el condado de Mingo en el estado estadounidense de Virginia Occidental. En el Censo de 2010 tenía una población de 406 habitantes y una densidad poblacional de 399,89 personas por km².

## Geografía
Kermit se encuentra ubicado en las coordenadas 37°50′33″N 82°24′31″O / 37.84250, -82.40861. Según la Oficina del Censo de los Estados Unidos, Kermit tiene una superficie total de 1.02 km², de la cual 1.02 km² corresponden a tierra firme y (0%) 0 km² es agua.

## Demografía
Según el censo de 2010, había 406 personas residiendo en Kermit. La densidad de población era de 399,89 hab./km². De los 406 habitantes, Kermit estaba compuesto por el 98.77% blancos, el 0.25% eran afroamericanos, el 0.25% eran amerindios, el 0% eran asiáticos, el 0.25% eran isleños del Pacífico, el 0% eran de otras razas y el 0.49% pertenecían a dos o más razas. Del total de la población el 1.23% eran hispanos o latinos de cualquier raza.